# Хассан ибн ан-Нуман
Хассан ибн ан-Нуман (араб.: حسان بن النعمان; умер ок. 700 или 710) — государственный деятель Арабского Халифата, полководец, правитель Барки и Ифрикии.

## Биография
Происходил из племени Гассанидов. Около 688—689 годов назначен халифом Абд аль-Маликом правителем области Барка в Северной Африке и командующим арабскими войсками, воевавшими с византийцами и берберами в Ифрикии и Магрибе. В это время берберские племена Северной Африки объединились под властью царицы Кахины, которая контролировала территории восточного Магриба и Ифрикии и имела центром своих владений горный район Аурес (Орес, Аврас). В городах и крепостях побережья всё ещё держалась власть Византии.
Датировки событий истории Северной Африки конца VII — начала VIII веков сильно расходятся в различных источниках, поэтому военные походы Хассана ибн ан-Нумана по времени определяются лишь примерно. Около 692 года Хассан предпринял поход в Ифрикию. Он достиг успеха в войне с византийцами, захватил и разрушил Карфаген. Но после этого арабское войско под Тебессой попало в засаду и было разгромлено берберами Кахины около 697 года. Арабы были вынуждены оставить Ифрикию, отступив на восток в Барку. Византийцы же, под командованием Тиверия и патрикия Иоанна отбили Карфаген. Также византийцы предприняли десант на города Барки, где арабские войска, видимо, действовали не очень удачно.
Хассан ибн ан-Нуман предпринял новое наступление, которое обычно относят к 698 году. Он нанёс поражение византийцам в битве под Карфагеном и окончательно изгнал их из Ифрикии. Рядом с опустевшим Карфагеном Хассан основал город Тунис, ставший главным мусульманским портом в этом регионе.
Хассану ибн ан-Нуману также приписывается разгром берберской царицы Кахины в ожесточённом сражении у горных склонов Ауреса.
После этих побед Хассан отправился к халифу Абд аль-Малику в Дамаск, везя множество даров из военной добычи. Халиф отблагодарил Хассана, назначив его независимым от наместника Египта правителем и передав в его ведение Барку (которая до этого подчинялась египетским наместникам). Прибыв в Египет, Хассан передал его наместнику, брату халифа Абд аль-Азизу требование снабдить его войсками и передать в управление Барку. Абд аль-Азиз отверг эти требования и назначил правителем западных территорий своего ставленника — Мусу ибн Нусайра. Хассан отправился в Дамаск с жалобой на действия Абд аль-Азиза, но халиф не стал ссориться с братом и оставил Хассана в Сирии. Вскоре Хассан тяжело заболел и скончался.